# Campeonato Asiático de Atletismo Sub-18 de 2022
A 4ª edição do Campeonato Asiático de Atletismo Sub-18 foi o evento esportivo organizado pela Associação Asiática de Atletismo (AAA) no Estádio de atletismo Ahmed Al Rashdan, na cidade do Kuwait, no Kuwait entre 13 a 16 de outubro de 2022. Foram disputadas 40 provas no campeonato para atletas com idade entre 15 e 17 anos classificados como Juvenil. Participaram 400 atletas de 33 nacionalidades, tendo como destaque a Índia com 24 medalhas no total, sendo 6 de ouro.

## Quadro de medalhas
O quadro de medalhas foi publicado.
| Ordem | País           | Medalha de ouro | Medalha de prata | Medalha de bronze | Total |
| ----- | -------------- | --------------- | ---------------- | ----------------- | ----- |
| 1     | Índia          | 6               | 11               | 7                 | 24    |
| 2     | Taipé Chinesa  | 6               | 1                | 2                 | 9     |
| 3     | Uzbequistão    | 5               | 1                | 1                 | 7     |
| 4     | Irão           | 4               | 4                | 5                 | 13    |
| 5     | Cazaquistão    | 3               | 3                | 1                 | 7     |
| 6     | Indonésia      | 3               | 0                | 2                 | 5     |
| 7     | Tailândia      | 2               | 6                | 0                 | 8     |
| 8     | Coreia do Sul  | 2               | 2                | 2                 | 6     |
| 9     | Vietname       | 2               | 0                | 1                 | 3     |
| 10    | Catar          | 1               | 2                | 1                 | 4     |
| 11    | Hong Kong      | 1               | 1                | 6                 | 8     |
| 12    | Kuwait         | 1               | 1                | 2                 | 4     |
| 13    | Malásia        | 1               | 1                | 1                 | 3     |
| 14    | Iraque         | 1               | 0                | 2                 | 3     |
| 15    | Barém          | 1               | 0                | 0                 | 1     |
| 16    | Sri Lanka      | 0               | 3                | 2                 | 5     |
| 17    | Arábia Saudita | 0               | 1                | 2                 | 3     |
| 18    | Jordânia       | 0               | 1                | 0                 | 1     |
| 18    | Síria          | 0               | 1                | 0                 | 1     |
| Total | Total          | 39              | 39               | 37                | 121   |

## Medalhistas
Resultados completos foram publicados.

### Masculino
| Evento                      | Ouro                                 | Ouro     | Prata                                                 | Prata    | Bronze                                     | Bronze   |
| --------------------------- | ------------------------------------ | -------- | ----------------------------------------------------- | -------- | ------------------------------------------ | -------- |
| 100 metros                  | Puripol Boonson · Tailândia          | 10.33    | Lee Po-jui · Taipé Chinesa                            | 10.73    | Nwamadi Joel-jin Coreia do Sul             | 10.77    |
| 200 metros                  | Puripol Boonson · Tailândia          | 21.53    | Yaqoub Al-Azemi · Kuwait                              | 21.55    | Pengiran Aidil Auf Bin Hajam · Malásia     | 21.65    |
| 400 metros                  | Seyed Mohammad Sajjad Aghaei Irão    | 48.37    | Jayathilake Praveen Salamuthu · Sri Lanka             | 48.56    | Rajapaksha Pathiranage Rajapa · Sri Lanka  | 48.70    |
| 800 metros                  | Mohamadhesam Mozafari Irão           | 1:53.30  | Chu Lok Yin · Hong Kong                               | 1:53.46  | Abdulaziz Khafif · Kuwait                  | 1:54.55  |
| 1 500 metros                | Amit Chaudhry · Índia                | 4:04.59  | Sulaiman Assi Síria                                   | 4:06.36  | Aibol Omar · Cazaquistão                   | 4:07.99  |
| 3 000 metros                | Abdikani Hamid · Barém               | 8:35.76  | Hamad Saleh Al-Yami · Arábia Saudita                  | 8:59.01  | Zainulabdeen Mokhles Al-Shamkhee · Iraque  | 9:01.50  |
| 110 metros barreiras        | Hsieh Yuan-kai · Taipé Chinesa       | 13.65    | Muhammad Fiross Bin Mohd Faizal · Malásia             | 13.78    | Brian Bagas Swara · Indonésia              | 13.90    |
| 400 metros barreiras        | Lin Yan-kai · Taipé Chinesa          | 52.23    | Mahamat Abakar Abdrahman · Catar                      | 52.47    | Murad Sirman · Índia                       | 53.34    |
| 2.000 metros com obstáculos | Mustafa Mohsin Al-Khazaali · Iraque  | 5:59.48  | Rinat Kulygin · Cazaquistão                           | 6:04.63  | Reza Mostafa Nejad Irão                    | 6:08.77  |
| Revezamento medley          | Índia                                | 1:55.20  | Tailândia                                             | 1:55.82  | Hong Kong                                  | 1:56.82  |
| Marcha atlética 10 km       | Sem premiação                        | -        | Sem premiação                                         | -        | Sem premiação                              | -        |
| Salto em altura             | Choi Jin-woo Coreia do Sul           | 2.21 m   | Edirisingha Siriwardanalage Deneth Anuhas · Sri Lanka | 2.01 m   | Gammanage Lesandu Arthavidu · Sri Lanka    | 1.97 m   |
| Salto com vara              | Seifeldin Mohamed Abdelsalam · Catar | 5.10 m   | Amirarshia Mosadeghi Dogaheh Irão                     | 5.00 m   | Kuldeep Kumar · Índia                      | 4.80 m   |
| Salto em comprimento        | Abdullah Al-Azemi · Kuwait           | 7.34 m   | Siraphob Bunyuak · Tailândia                          | 7.11 m   | Yiu Pak Yu · Hong Kong                     | 7.00 m   |
| Salto triplo                | Ng Tak Sing · Malásia                | 14.62 m  | Farid Gharanjik Irão                                  | 14.35 m  | Sami Mousa Bakheet · Arábia Saudita        | 14.26 m  |
| Arremesso de peso           | Akash Yadav · Índia                  | 19.37 m  | Djibrine Adoum Ahmat · Catar                          | 19.01 m  | Siddharth Choudhary · Índia                | 19.00 m  |
| Lançamento de disco         | Atul · Índia                         | 56.23 m  | Servan K. C. · Índia                                  | 55.91 m  | Djibrine Adoum Ahmat · Catar               | 53.75 m  |
| Lançamento do martelo       | Mahdi Haft Cheshmeh Irão             | 68.30 m  | Mohd Aman · Índia                                     | 67.03 m  | Ali Al-Hendal · Kuwait                     | 64.90 m  |
| Lançamento do dardo         | Huang Chao-hong · Taipé Chinesa      | 80.40 m  | Arjun · Índia                                         | 70.98 m  | Himanshu Mishra · Índia                    | 67.67 m  |
| Decatlo                     | Nodir Norbaev · Uzbequistão          | 6934 pts | Sina Afshinfar Irão                                   | 6417 pts | Sajjad Ahmed Al-Alkhazali · Arábia Saudita | 5674 pts |

### Feminino
| Evento                      | Ouro                                 | Ouro     | Prata                                                          | Prata    | Bronze                                                                      | Bronze         |
| --------------------------- | ------------------------------------ | -------- | -------------------------------------------------------------- | -------- | --------------------------------------------------------------------------- | -------------- |
| 100 metros                  | Valentin Vanesa Lonteng · Indonésia  | 11.69    | Athicha Phetkun · Tailândia                                    | 12.01    | Li Tsz To · Hong Kong                                                       | 12.15          |
| 200 metros                  | Valentin Vanesa Lonteng · Indonésia  | 24.06    | Athicha Phetkun · Tailândia                                    | 24.48    | Li Tsz To · Hong Kong                                                       | 24.79          |
| 400 metros                  | Hoang Thi Anh Thuc · Vietname        | 55.03    | Isha Rajesh Jadhav · Índia                                     | 56.16    | Anushka Dattatray Kumbah · Índia                                            | 57.36          |
| 800 metros                  | Ashakiran Barla · Índia              | 2:06.79  | Wickramasinghe Mudiyanselage Kasuni Nirmali Wickra · Sri Lanka | 2:15.42  | Mutiara Oktarani Nurul Al Pasha · Indonésia\|Narjis Hussein Suwaed · Iraque | 2:15.732:33.34 |
| 1 500 metros                | Nguyen Khanh Linh · Vietname         | 4:51.61  | Piyapat Pongsapan · Tailândia                                  | 4:58.82  | Sem premiação                                                               | –              |
| 3 000 metros                | Arina Gladysheva · Cazaquistão       | 10:09.76 | Sunita Devi · Índia                                            | 10:34.07 | Sem premiação                                                               | –              |
| 100 metros barreiras        | Pak Hoi Man Chloe · Hong Kong        | 14.02    | Sabita Toppo · Índia                                           | 14.17    | Lai Irene-li · Taipé Chinesa                                                | 14.24          |
| 400 metros barreiras        | Nazaninftemeh Eidiyankakhaki Irão    | 1:01.03  | Anastassiya Koloda · Cazaquistão                               | 1:01.52  | Yi Bo-an · Taipé Chinesa                                                    | 1:02.40        |
| 2.000 metros com obstáculos | Dilshoda Usmanova · Uzbequistão      | 6:55.41  | Ekta Pradeep Dey · Índia                                       | 7:15.53  | Setayesh Aminiyazdi Irão                                                    | 7:16.69        |
| Revezamento medley          | Índia                                | 2:12.18  | Tailândia                                                      | 2:14.38  | Hong Kong                                                                   | 2:17.97        |
| Marcha atlética 5 km        | Sabrina Arziyeva · Cazaquistão       | 27:35.44 | Maryam Al-Qaimary · Jordânia                                   | 34:40.10 | Sem premiação                                                               | –              |
| Salto em altura             | Sayfullaeva Barnokhon · Uzbequistão  | 1.84 m   | Alina Chistyakova · Cazaquistão                                | 1.73 m   | Bui Thi Kim Anh · Vietname                                                  | 1.73 m         |
| Salto com vara              | Maria Andriani Melabessy · Indonésia | 3.90 m   | Vanshika Ghanghas · Índia                                      | 3.70 m   | Jasmina Mansurova · Uzbequistão                                             | 3.60 m         |
| Salto em comprimento        | Sharifa Davronova · Uzbequistão      | 6.06 m   | Mubssina Mohamm · Índia                                        | 5.91 m   | Jia Wai Yin · Hong Kong                                                     | 5.81 m         |
| Salto triplo                | Sharifa Davronova · Uzbequistão      | 13.23 m  | Khushnoza Shavkatova · Uzbequistão                             | 12.23 m  | Divyasri · Índia                                                            | 12.15 m        |
| Arremesso de peso           | Chiang Ching-yuan · Taipé Chinesa    | 17.82 m  | Park So-jin Coreia do Sul                                      | 16.89 m  | Elaheh Alizadeh Irão                                                        | 14.92 m        |
| Lançamento de disco         | Chiang Ching-yuan · Taipé Chinesa    | 45.42 m  | Im Chae-yeon Coreia do Sul                                     | 44.21 m  | Nikita Kumari · Índia                                                       | 44.14 m        |
| Lançamento do martelo       | Kim Tae-hui Coreia do Sul            | 59.24 m  | Melika Norouzi Irão                                            | 57.85 m  | Mahdis Minaei Pour Irão                                                     | 54.02 m        |
| Lançamento do dardo         | Chu Pin-hsun · Taipé Chinesa         | 52.70 m  | Deepika · Índia                                                | 50.15 m  | Yang Seok-ju Coreia do Sul                                                  | 48.61 m        |
| Heptatlo                    | Alina Chistyakova · Cazaquistão      | 4737 pts | Mubssina Mohamm · Índia                                        | 4730 pts | Elnaz Mousaei Irão                                                          | 4501 pts       |